# 胡长龄
胡長齡（1758年—1814年），字西庚，号印渚。江南通州（今江苏南通）人。
生于乾隆二十三年（1758年），乾隆五十四年（1789年）状元。授翰林院修撰。乾隆六十年（1795年）任国子监祭酒。卒于嘉庆十九年（1814年）。